# Црква Светих Петра и Павла у Влаолу
Црква Светих Петра и Павла у Влаолу, насељеном месту на територије општине Мајданпек, припада Епархији браничевској Српске православне цркве.

## Архитектура цркве
Црква посвећена Светим апостолима Петру и Павлу подигнута је 1904. године у романском стилу. Спољашње димензије  дужина 9m, ширина 6m и висина 10m. Кров је на две воде, са припратом на улазу у цркву са западне стране.  Првобитно кров цркве је био покривен бибер црепом. Зид цркве је зидан од печене цигле и омалтерисан, са троспратном бочном апсидом, која је нижа од симса. На самом броду цркве уграђено је шест прозора, као и на бочним апсидама по два прозора, а на самом олтару два узана прозора правоугаоног облика. 
Улазни портал цркве је извучен као спољашња припрата и нижи је од храма, на којој је округли прозор. Освећење је обавио митрополит српски Димитрије, 1911. године. Иконостас је урађен од дрвета, обичним начином израде, без резбарија и украса, поклон је мештана Влаола, а већим делом од дародавца Адама и Руже Васић из Влаола, који је тада био деловођа у суду у Жагубици. Сам иконостас је урађен и осликан иконама у нивоу од три реда. 
Храм има посебну звонару, која је најпре била на дрвеним стубовима, са једним звоном, сада је иста урађена са металном конструкцијом високом око 10m, покривена плехом исто са једним звоном, ливеним у Пешти и купљено од прилога парохијана. Звонара је обновљена и освештана за време свештеника Војислава Мартиновића и свештеника Ратка Тобића. 
Црква је била обновљена и рестаурирана и 1961. године за време службовања јеромонаха Јакова Вукмировића. Генералну обнову црква била је 1990. године за време служења тадашњег свештеника јереја Живадина Илића.